# Cathédrale Sainte-Madeleine de Salt Lake City
La cathédrale Sainte-Madeleine (en anglais : Cathedral of the Madeleine) est un sanctuaire catholique établi à Salt Lake City, la capitale de l'État de l'Utah, dans l'ouest des États-Unis. 
Siège du diocèse catholique de Salt Lake City, la cathédrale fut entièrement rénovée entre 1991 et 1993.

 La cathédrale est inscrite sur la liste du Registre national des lieux historiques.

## Description sommaire

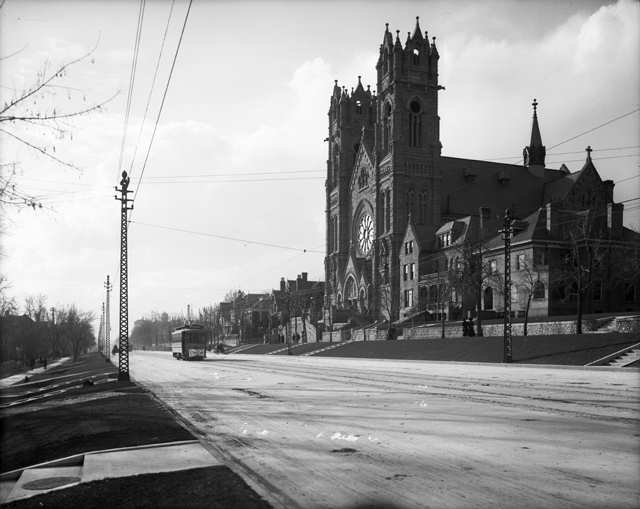
La cathédrale de la Madeleine en 1908.

La cathédrale Sainte-Madeleine est née de la volonté du premier évêque de la ville, Lawrence J. Scanlan, de doter la capitale de l'État d'un véritable lieu de culte pour la communauté catholique, qui en était jusqu'alors dépourvue.

Les premiers travaux débutèrent le 4 juillet 1899, sous la supervision des architectes Carl M. Newhausen et Bernard O. Mecklenburg. Près de dix ans furent nécessaires à l'achèvement de l'édifice, lequel fut consacré en 1909 par le cardinal James Gibbons, archevêque de Baltimore et l'un des premiers prélats américains à accéder au cardinalat.

Entièrement bâtie en grès, la cathédrale mêle styles néo-roman et néo-gothique. Formant à l'origine un plan basilical à triple vaisseau, non orienté, deux chapelles latérales furent adjointes à la structure initiale en 1918. C'est également à cette époque que les murs de la nef et du chœur furent recouverts de peintures polychromes, tandis qu'une partie du sanctuaire était réaménagée sous la direction de l'architecte John Theodore Comes.

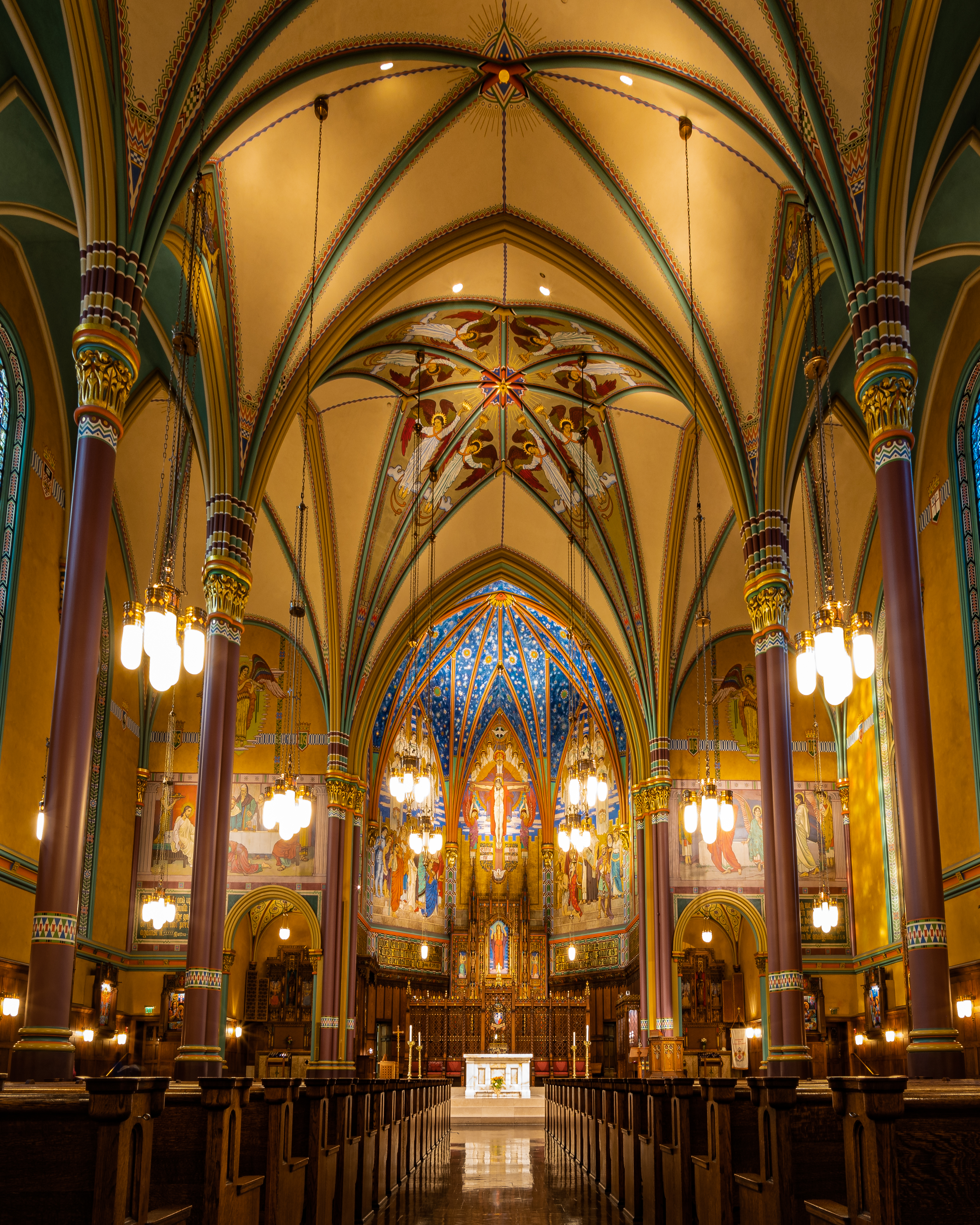
L'intérieur.

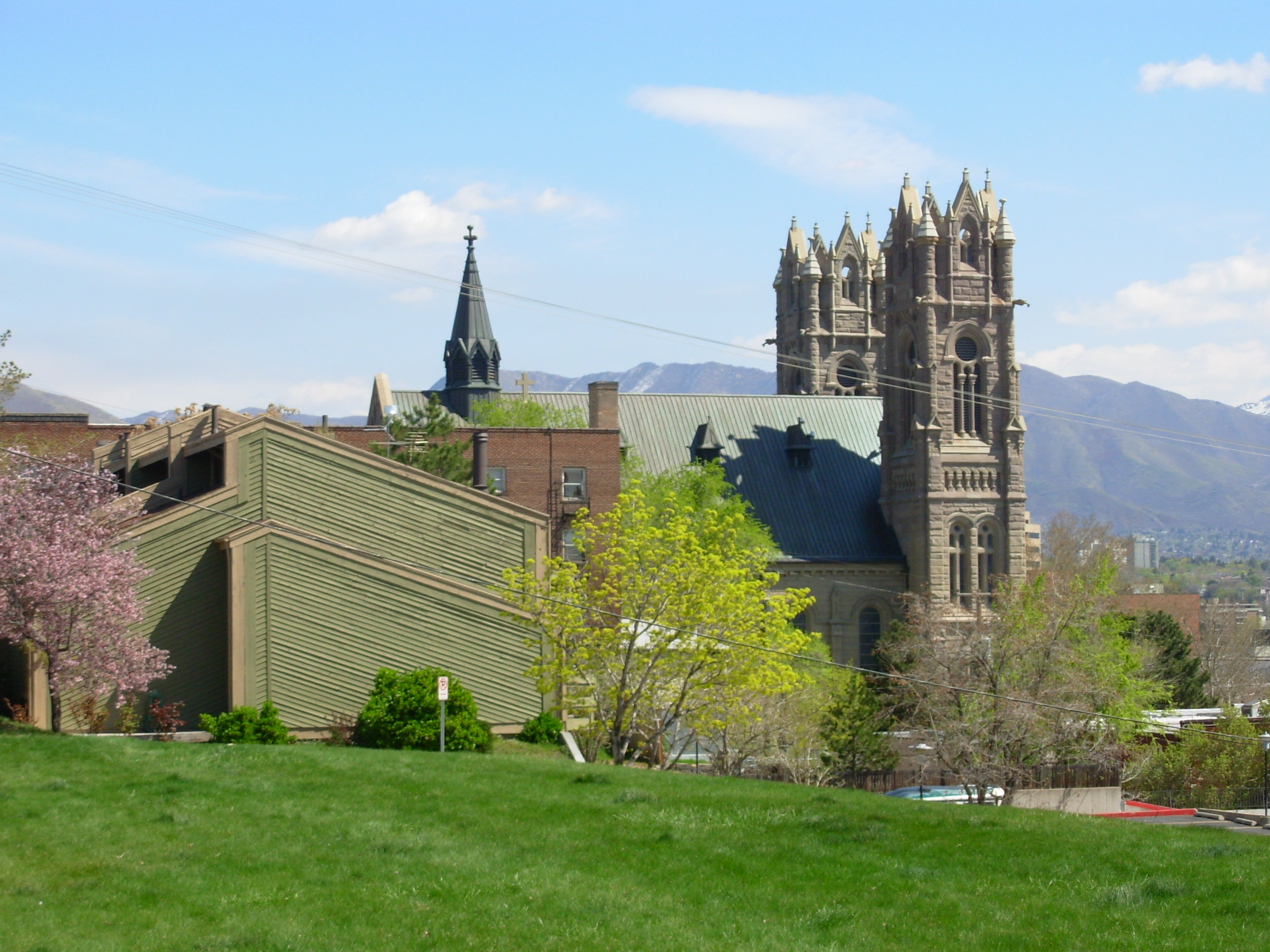
Façade latérale de la cathédrale.

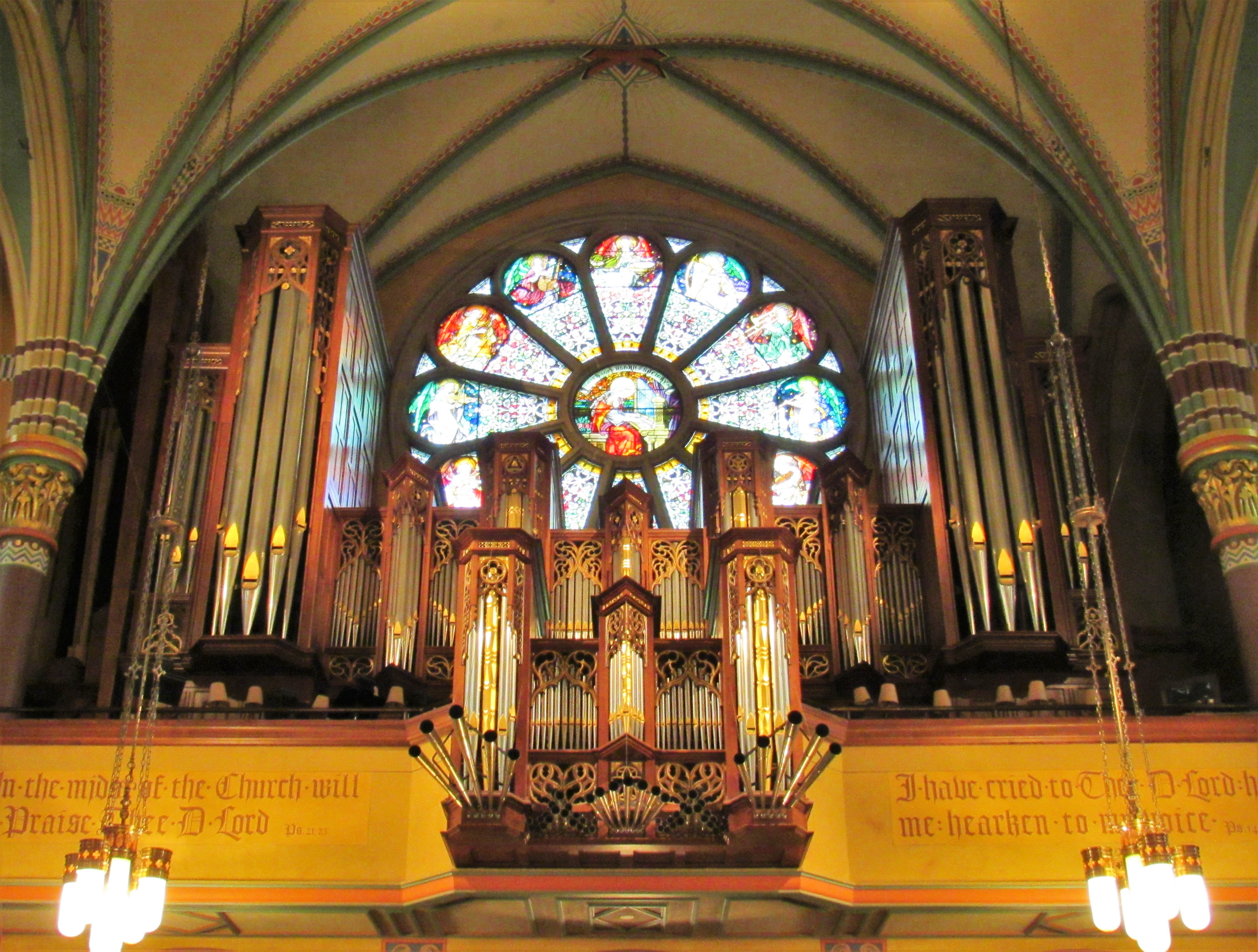
L'orgue.

Les fresques ornant la cathédrale s'inspirent librement de la peinture médiévale espagnole et des ornementations byzantines. Représentant des figures importantes de l'histoire du christianisme, on peut y reconnaître Jeanne d'Arc, saint Jean-Baptiste ou saint Vincent de Paul (mur est) ou encore des personnages de l'Ancien Testament (mur ouest). L'abside à cinq pans est ornée d'une représentation de la crucifixion, tandis que le transept accueille des personnages contemporains du Christ : ainsi du croisillon ouest, consacré à Marie Madeleine, où des fresques la montrent lavant les pieds de Jésus. L'ensemble de l'œuvre est due au pinceau de l'artiste Felix Lieftuchter.
Une série de baies en plein cintre, percées dans les murs latéraux, répondent à une abside aveugle. Elles sont ornées de vitraux entièrement refaits en 1992 par le Rohlf Studios de New York. Ceux-ci représentent notamment les « mystères du Rosaire » : notamment la Présentation de Jésus au Temple, l'Annonciation, la Visitation ou la Nativité.
La façade principale est percée de trois portails : les sculptures des tympans, réalisées en 1917, sont dues au ciseau de l'artiste Francis Aretz, de Pittsburgh.
Le tympan central représente un Christ en majesté, entouré des douze apôtres et des  « docteurs de l'église » : saint Jérôme, saint Ambroise, Saint Grégoire-le-Grand et saint Augustin. Les deux tympans latéraux représentent des sculptures plus abstraites : celui de droite figure la « colombe du Saint-Esprit » tandis que celui de gauche représente le monogramme du Christ.

Un second niveau accueille une rosace à douze pétales surmontant une arcature d'inspiration romane.
La façade principale est flanquée de deux tours ornées de gargouilles dont la fonction est purement décorative, et non destinées à l'écoulement des eaux de pluie comme dans nombre de cathédrales européennes. Elles ont été dessinées par Peter Cole.

Les tours abritent quatre cloches nommées Joseph, Marie, Cecilia et Michael. La plus grosse, Joseph, est un bourdon de plus de 4 tonnes.
La cathédrale abrite également un orgue de 4066 tuyaux, œuvre de l'organier Kenneth Jones and Associates. Il fut monté en 1992, succédant à un précédent instrument qui datait de 1909.